# Last Exit to Springfield
Last Exit to Springfield, titulado Última salida a Springfield en España y La última salida a Springfield en Latinoamérica, es el decimoséptimo episodio de la cuarta temporada de la serie televisiva de animación Los Simpson, emitido originalmente el 11 de marzo de 1993. Fue dirigido por Mark Kirkland y fue el último episodio escrito por Jay Kogen y Wallace Wolodarsky. En el episodio, Homer se convierte en el presidente del sindicato de trabajadores de la central nuclear y lleva a los empleados a una huelga para recuperar su plan de seguro dental. La doctora Joyce Brothers fue la estrella invitada, interpretándose a sí misma.
Este episodio ha sido considerado en varias ocasiones como uno de los mejores de la serie.

## Sinopsis
El Sr. Burns espera en su oficina para reunirse con el representante sindical de los trabajadores de la central nuclear, que ha desaparecido misteriosamente tras prometer limpiar el sindicato. Mientras examina el nuevo convenio para los empleados, al ver los derechos de los que gozan, Burns recuerda la época en que su abuelo dirigía una «fábrica de átomos», y de cómo explotaba a los trabajadores, evitando cualquier intento de que estos crearan un sindicato. Para hacer renacer esas épocas de antaño, Burns elimina arbitrariamente el plan dental del convenio. Al mismo tiempo, Lisa visita al dentista, quien le recomienda usar un aparato dental para evitar un mal desarrollo bucal en el futuro.
En la reunión del sindicato, Carl anuncia que el nuevo convenio requiere que los empleados renuncien al seguro dental a cambio de un barril de cerveza. Todos aceptan, pero entonces Homer se da cuenta de que sin el plan dental tendría que pagar el aparato de Lisa, así que rechaza enérgicamente el acuerdo. Todos lo apoyan y deciden nombrarlo presidente del sindicato.
Burns vigila la reunión a través de una cámara oculta y queda impresionado por la energía y determinación de Homer. Lo llama a su oficina para negociar con él, pero Homer confunde los intentos de soborno de Burns con insinuaciones sexuales y no acepta, haciendo que Burns crea erróneamente que Homer es honesto e incorruptible. Mientras tanto, como la familia se ha quedado sin seguro dental, Lisa debe usar un aparato barato, viejo y horrible, lo que afecta a su autoestima.
Como Homer no cede a sus demandas, Burns recurre a métodos menos amistosos, como contratar matones para llevarlo a su mansión a negociar. Pero mientras Burns está estableciendo la agenda de la reunión, Homer necesita ir enseguida al baño. Pregunta por los servicios y se va corriendo, lo que hace que Burns piense que Homer es un duro negociador que ni siquiera quiere escucharle. En una reunión del sindicato, Homer expresa su descontento con Burns y los empleados deciden iniciar una huelga.
Burns intenta disolver la huelga a través de varios métodos, incluso tratando de prescindir de sus trabajadores usando máquinas, pero fracasa.
En un programa de televisión con Kent Brockman, Burns amenaza con terribles consecuencias si la huelga no concluye. Finalmente, Burns y Smithers cortan el suministro eléctrico de la ciudad hasta que los empleados cesen su protesta. Aun en la oscuridad, los trabajadores prosiguen con sus demandas y comienzan a cantar, apoyados por Lisa y la música de su guitarra.
Al ver la resistencia de los trabajadores, Burns se rinde y cede a las demandas de Homer, con la condición de que renuncie como presidente del sindicato. Homer festeja su victoria arrojándose al suelo y girando sobre sí mismo, haciendo pensar a Burns que «no era el brillante estratega que creía». Los trabajadores vuelven a sus puestos, la electricidad es rehabilitada en la ciudad y a Lisa le colocan un nuevo aparato, invisible y con aroma a perfume francés, que no podría haberse pagado sin el seguro dental.

## Producción
La idea del episodio fue de Mike Reiss, quien pensó que sería divertido que la central nuclear estuviese en huelga. Los guionistas del episodio, Kogen y Woolodarsky, añadirían después la parte del plan dental. Durante la producción del episodio, un camarógrafo de ABC pudo entrar en la sala de los guionistas, sobre lo cual Al Jean dijo que se arrepintió, porque estaban trabajando en la dirección artística y no quedaron muy divertidos ante la cámara.

### Casting
Los productores ofrecieron a Anthony Hopkins y a Clint Eastwood el papel del dentista, el Dr. Wolfe, pero ambos lo rechazaron. Después se lo ofrecieron a Anthony Perkins, que aceptó, pero falleció antes de que pudiese grabar sus diálogos. Finalmente, el papel lo hizo el miembro regular del elenco de la serie Hank Azaria. La doctora Joyce Brothers aparece como estrella invitada, interpretándose a sí misma como invitada del programa Smartline presentado por Kent Brockman. Originalmente, el invitado iba a ser O.J. Simpson, pero también él rechazó su papel, algo que los guionistas consideraron un alivio cuando años más tarde Simpson fue juzgado por asesinato.